# أوتو فون مونشهاوزن
أُوتُو فُونْ مُونْشْهَأوْزَنْ (بالألمانية: Otto von Münchhausen أو Otto II. Freiherr von Münchhausen) كان عالم نبات ألمانياً، ولد في 11 يونيو 1716 وتوفي في 13 يوليو 1774. كان مستشاراً في جامعة غوتنغن ومراسلاً للينيوس. أسمى عدة أنواع من السنديان وفقاً لنظام لينيوس، فضلا عن عدة نباتات أخرى.